# Целларіус Віктор Михайлович
Віктор Михайлович Целларіус (1888 — 1937) — український кооператор родом із Полтавщини. Професор Київського кооперативного інституту та Харківського інституту народного господарства, керівник Київської науково-дослідної кафедри кооперації, член Всеукраїнської кооперативної ради.
У 1916 році був членом правління Споживчих товариств Півдня Росії (рос. Потребительские общества Юга России, ПОЮР). Опонував у пресі кооператору Павлу Височанському щодо необхідності розвитку українських національних центрів в Російській імперії
У 1918 році продовжив заперечувати проти відокремлення українського кооперативного руху від російського. У своїх виступах під час III Всеукраїнського загальнокооперативного з'їзду 26-29 травня заперечував тези Бориса Мартоса щодо створення окремою української кооперативної мережі. Обраний членом Ради статутного Центрального українського кооперативного комітету від ПОЮР.
У 1920-ті роки Целларіус багато їздив за кордон, брав участь у міжнародних кооперативних форумах. Підтримував і пропагував у численних брошурах відзначення Міжнародного дня кооперації в УСРР, але вважав за потрібне використовувати його з політичною метою боротьби кооператорів проти капіталізму.
У 1927 році очолив Київську науково-дослідну кафедру кооперації при Кооперативному інституті з трьома секціями, його заступником був Костянтин Воблий. Фінансово-кредитну секцію очолював Костянтин Пажитнов, секцію торгівлезнавства — Павло Височанський, а секцію історії й теорії кооперації — Воблий.
Під час справи Спілки визволення України свідчив проти підсудних впродовж 2 годин.
Розстріляний за рішенням Військової колегії Верховного Суда СРСР від 7 грудня 1937 року.

## Публікації
- Целларіус В. М. До Міжнародного дня кооперації. – Х.-К.: Книгоспілка, 1924. – 22 с.
- Целларіус В. До Міжнародного дня кооперації.– Х.: Книгоспилка, 1925. –48 с.
- В. М. Целларіус. Сучасна українська кооперація (її стан та розвиток) — Х.: Книгоспілка, 1926. — 77 с
- Целлариус В. Кооперация и борьба за социализм / Виктор Целлариус. – Книгоспілка. – Харків, 1927. – 234 с.